# Odsiecz smoleńska (obraz Juliusza Kossaka)
Odsiecz smoleńska – powstały w 1882 obraz autorstwa polskiego malarza Juliusza Kossaka.
Obraz znajduje się w kolekcji Muzeum Górnośląskiego w Bytomiu.
Na obrazie przedstawione zostały wojska polskie udające się z odsieczą dla załogi oblężonego Smoleńska podczas wojny polsko-rosyjskiej (smoleńskiej) (1632–1634).